# Periférico
Na informática, um dispositivo periférico, ou simplesmente periférico, é um dispositivo externo auxiliar (ou acessório) usado para enviar ou receber informações do computador ligado à CPU (unidade central de processamento)
Existem três categorias de dispositivos periféricos, com base no seu relacionamento com o computador:
1. um dispositivo de entrada envia dados ou instruções para o computador, como mouse, teclado, scanner
2. um dispositivo de saída fornece dados de saída do computador, como monitor, projetor, impressora.
3. um dispositivo de entrada/saída executa simultaneamente as funções de entrada e saída, como um dispositivo de armazenamento de dados do computador.

Muitos dispositivos eletrônicos modernos, como smartphones e relógios digitais (que possuem conexão com a Internet), possuem interfaces que os permitem ser usados como periféricos de computadores.

## Exemplos
- De entrada: basicamente enviam informação para o computador: mouse, teclado, mesa digitalizadora, scanner de imagem, leitor de código de barras, controlador de jogo, caneta leve, microfone, câmera digital, webcam, dance pad, memória de somente leitura, manipulador eletrónico (joystick);
- De saída: transmitem informação do computador para o utilizador:  monitor de vídeo, projetor, impressora, fones de ouvido e alto-falante;
- De processamento: processam a informação que a máquina (unidade central de processamento) enviou;
- De entrada e saída (ou mistos): enviam e recebem informação do computador: monitor tátil, drive gravador de CD e DVD, modem. Muitos destes periféricos dependem de uma placa específica, como no caso das caixas de som, que precisam da placa de som;
- De armazenamento: armazenam informações do computador e permitem sua recuperação futura: pen drive, disco rígido, cartão de memória, etc.
- Externos: equipamentos que são adicionados a um periférico; equipamentos a parte que fornecem e/ou encaminham dados.

Outras funções que são adicionadas ao processador através de cabos próprios: é o caso da Internet, pela placa de rede ou um aparelho roteador (router).

Periféricos de interface do usuário